# 331 (číslo)
Tři sta třicet jedna je přirozené číslo, které následuje po čísle tři sta třicet a předchází číslu tři sta třicet dva. Římskými číslicemi se zapisuje CCCXXXI a řeckými číslicemi τλα.

## Matematika
331 je:
- Prvočíslo
- Šťastné číslo
- Příznivé číslo
- Součet pěti po sobě jdoucích prvočísel (59 + 61 + 67 + 71 + 73)

## Astronomie
- (331) Etheridgea je planetka hlavního pásu, kterou objevil v roce 1892 Auguste Charlois

## Doprava
- Silnice II/331 je česká silnice II. třídy vedoucí na trase Krauzovna – Tišice – Brandýs nad Labem-Stará Boleslav přerušení Podbrahy – Lysá nad Labem – Nymburk – Poděbrady[1][2][3][4]

## Roky
- 331
- 331 př. n. l.